# Kukła
Kukła (deutsch Althütte) ist ein Ort in der polnischen Woiwodschaft Ermland-Masuren. Er gehört zur Gmina Miłomłyn (Stadt-und-Land-Gemeinde Liebemühl) im Powiat Ostródzki (Kreis Osterode in Ostpreußen).

## Geographische Lage
Kukła liegt am Flüsschen Corbehne (polnisch Korbania) im Westen der Woiwodschaft Ermland-Masuren, 13 Kilometer nordwestlich der Kreisstadt Ostróda (deutsch Osterode in Ostpreußen).

## Geschichte
Der kleine Gutsort Kukels, um 1785 Althütt genannt, kam 1874 als Gutsbezirk Althütte zum neu errichteten Amtsbezirk Bieberswalde (polnisch Liwa) im Kreis Osterode in Ostpreußen. Im Jahre 1910 zählte der Ort 26 Einwohner.
Mit dem Vorwerk Holstein (polnisch Kamieńczyk) des Gutsbezirks Bienau (polnisch Bynowo) im Amtsbezirk Amalienruh (polnisch Malinnik) wurde Althütte am 15. November 1928 in die Landgemeinde Wilmsdorf (polnisch Wielimowo) eingegliedert und verlor damit seine Eigenständigkeit.
In Kriegsfolge kam Althütte 1945 mit dem gesamten südlichen Ostpreußen zu Polen und erhielt die polnische Namensform „Kukła“. Heute ist die Siedlung (polnisch Osada) eine Ortschaft innerhalb der Stadt-und-Land-Gemeinde Miłomłyn (Liebemühl) im Powiat Ostródzki (Kreis Osterode in Ostpreußen), bis 1998 der Woiwodschaft Olsztyn, seither der Woiwodschaft Ermland-Masuren zugehörig.

## Kirche
Bis 1945 war Althütte in die evangelische Pfarrkirche Liebemühl in der Kirchenprovinz Ostpreußen der Kirche der Altpreußischen Union, außerdem in die römisch-katholische Kirche Osterode i. Ostpr. eingepfarrt.
Heute gehört Kukła katholischerseits zur Pfarrei Liwa (Bieberswalde) im Bistum Elbląg (Elbing), evangelischerseits zur Kirchengemeinde Ostróda in der Diözese Masuren der Evangelisch-Augsburgischen Kirche in Polen.

## Verkehr
Kukła liegt an einer Nebenstraße, die Kamieńczyk (Holstein) mit Wielimowo (Wilmsdorf) verbindet. Eine Anbindung an den Bahnverkehr besteht nicht.